# Esschestroom

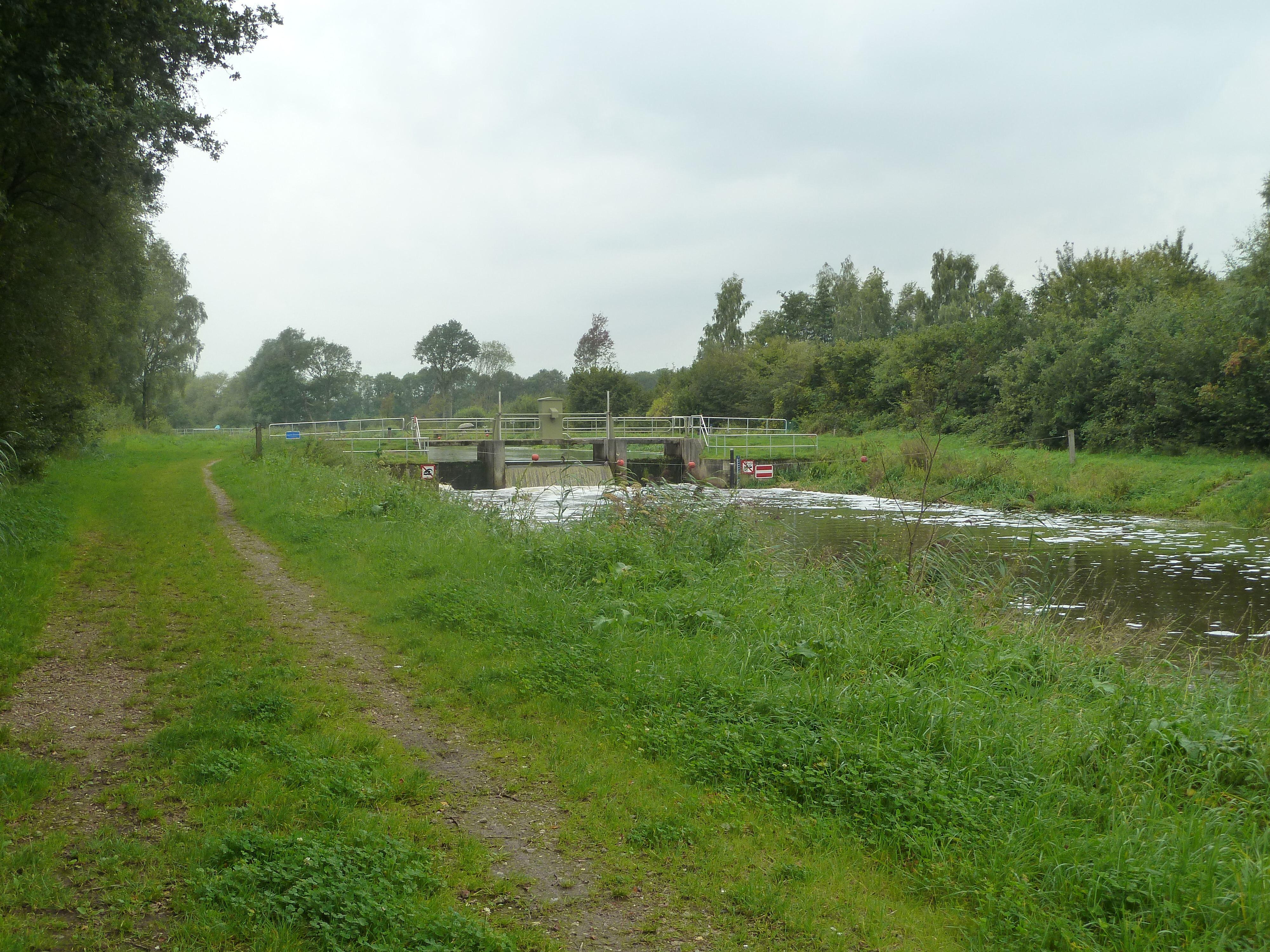
Stuw in de Essche Stroom stroomopwaarts gezien bij Kasteel Nemerlaer te Haaren.

De Esschestroom, ook Essche Stroom geschreven en Run genoemd (niet te verwarren met de Run bij Veldhoven) is een riviertje van ongeveer 7 km. Zij wordt pal ten oosten van Oisterwijk gevormd uit de Voorste Stroom en de Achterste Stroom, neemt iets verder de Rosep, de Nemer en even voor Esch de Kleine Aa op, stroomt langs Esch en mondt bij Halder uit in de Dommel.

## Historie

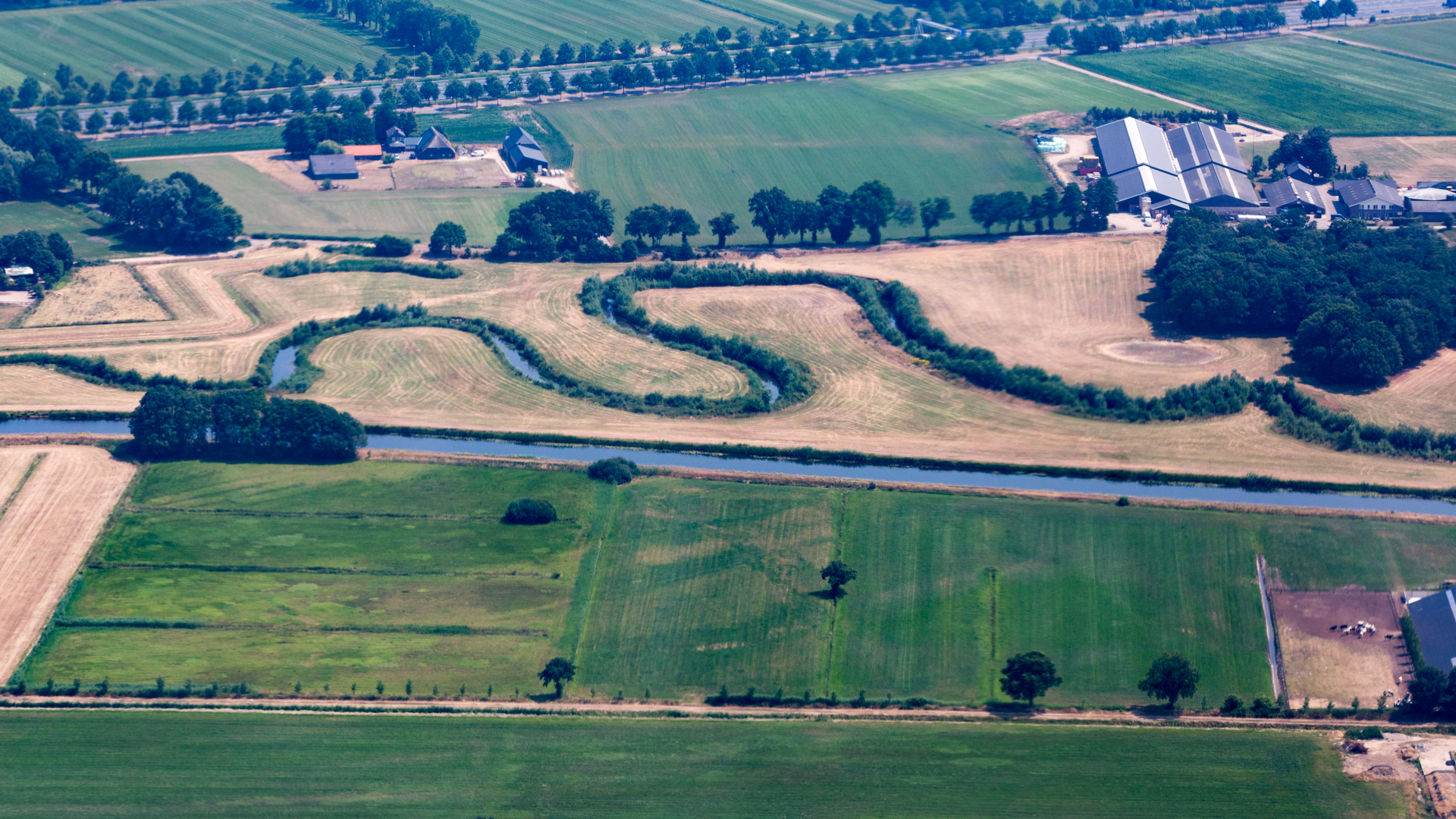
Luchtfoto van de Esschestroom

De Esschestroom werd vroeger Dieze genoemd. Het riviertje werd in 1965 gekanaliseerd. Veel meanders en kolken die als wateropvang dienstdeden werden toen gedempt. Momenteel zijn en worden weer een aantal meanders aangelegd in de rivier. Het Klockwiel werd gedempt met de vuilnis uit het dorp. Het riviertje stond vroeger bekend als de vuile stroom, omdat de fabrieken uit de buurt er hun afval op loosden.
In het eerste decennium van de 21e eeuw groeide massaal de Grote waternavel in de stroom. Dit is een exotische plant die nauwelijks te bestrijden valt.

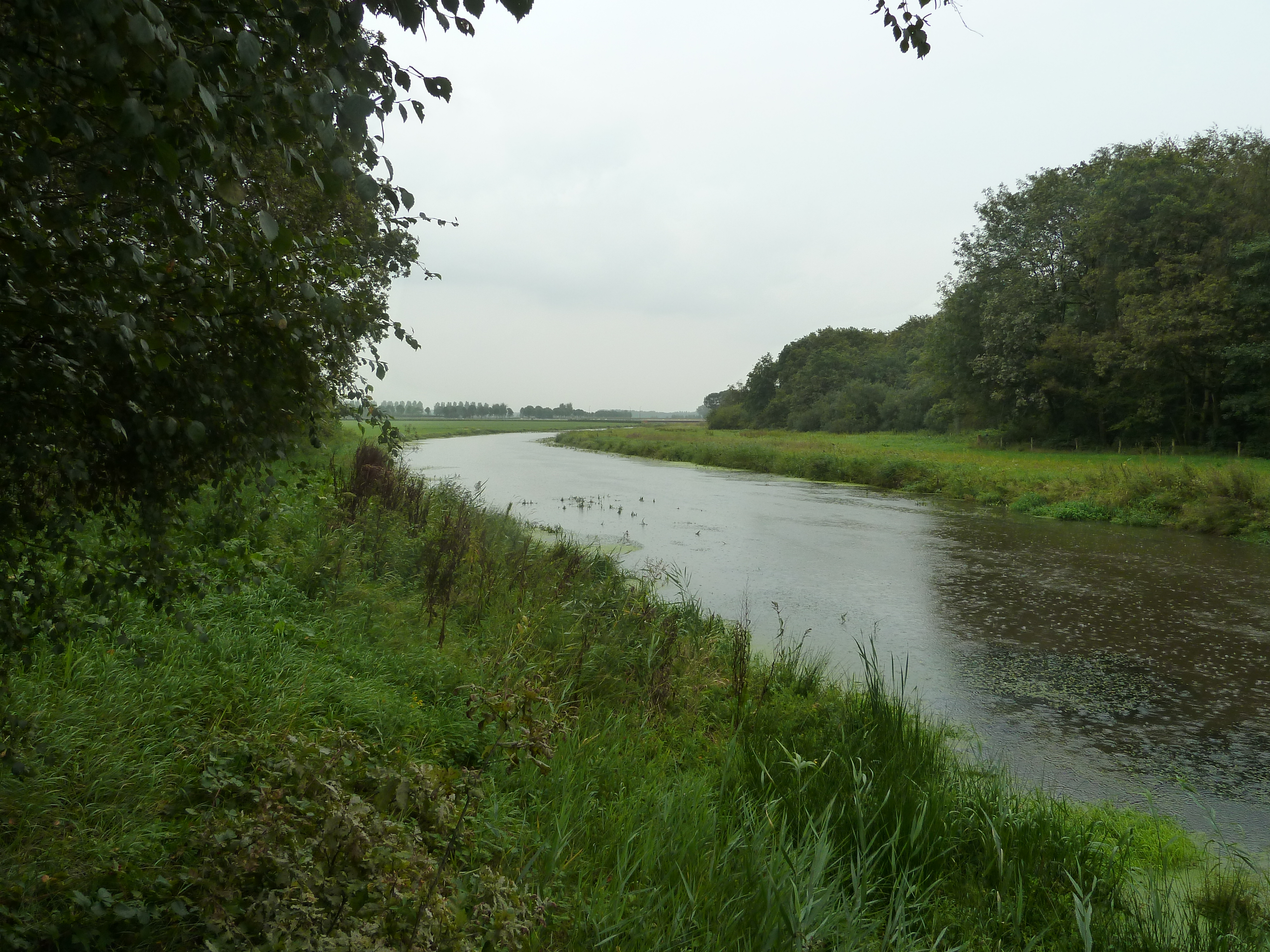
De Essche Stroom stroomafwaarts gezien bij Kasteel Nemerlaer te Haaren.
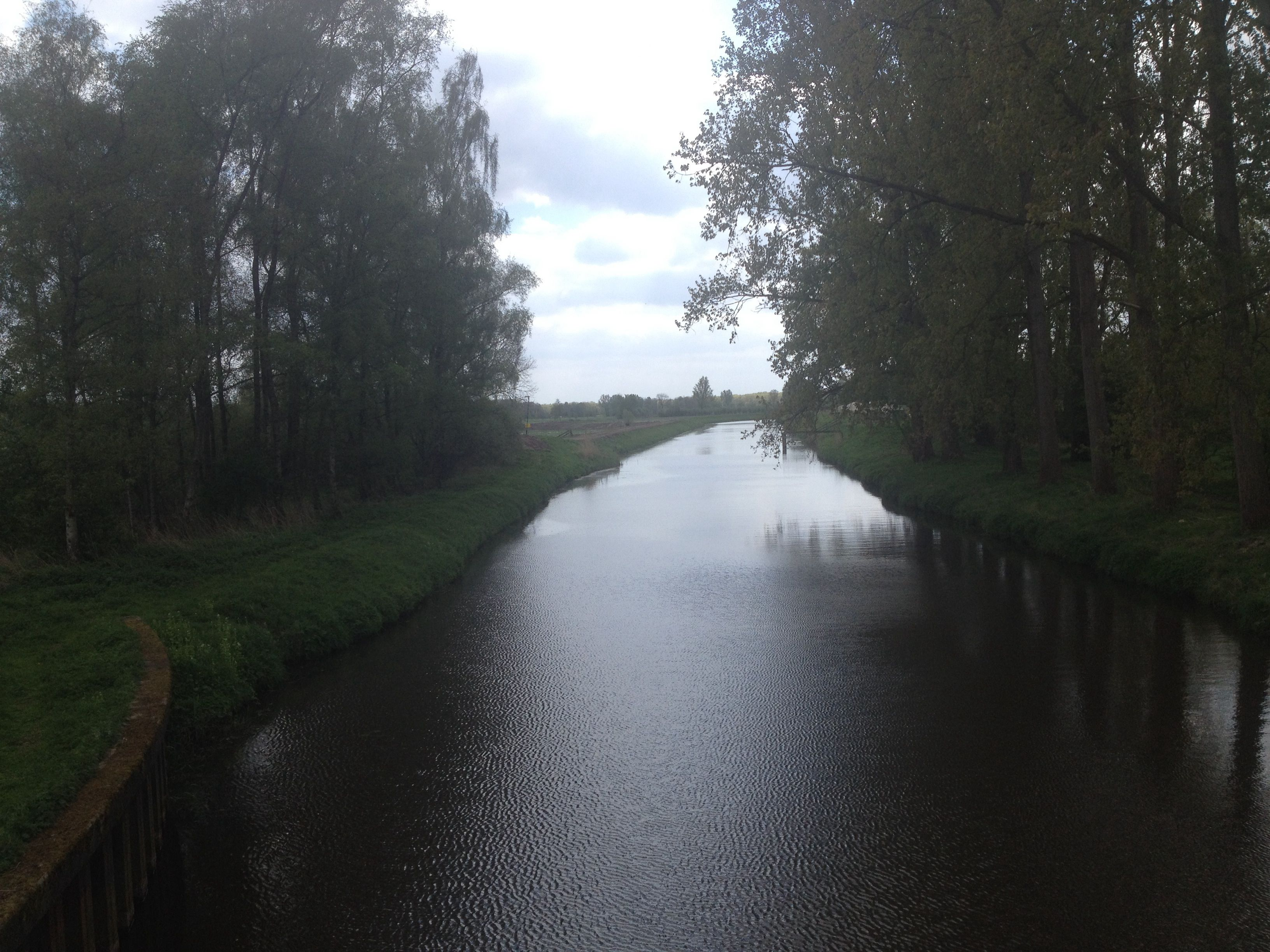
Essche stroom (omgeving de Halder).